# Przypłaszczek granatek
Przypłaszczek granatek (Phaenops cyanea, synonim Phaenops cyaneus) – gatunek chrząszcza należącego do rodziny bogatkowatych.

## Opis
Chrząszcz o długości od 7 do 12 mm, ubarwiony ciemnoniebiesko, rzadziej zielonkawo lub czarniawo. Jego czułki mają cztery ostatnie człony dwukrotnie dłuższe niż szerokie, a człon dziesiąty tak długi jak jedenasty. Trapezowate w zarysie przedplecze pokrywają nieregularnie rozmieszczone punkty, które często są poprzecznie rozciągnięte tworząc wrażenie rowkowania. Przez środek przedplecza biegnie mniej lub bardziej wyraźna wygładzona linia. Pokrywy mają uzębione wierzchołki, nie mają żeberek i zwykle pozbawione są owłosienia. Punktowanie pokryw jest gęste i nierównomierne. Na przednim brzegu zapiersia brak perforacji.

## Występowanie
Gatunek zasiedlający większość Palearktyki, związany głównie ze strefą nizinnych lasów iglastych z udziałem sosny zwyczajnej, jedynie w południowej części zasięgu występujący w wyższych położeniach. Najliczniej notowany w środkowej Europie. Ze względu na wysokie wymagania cieplne w północnej części swojego areału (północna Europa, Syberia) zasiedla środowiska o specyficznych warunkach termicznych, szczególnie dojrzałe, prześwietlone drzewostany, południowe ściany lasów i dobrze nasłonecznione luki w drzewostanach. W Polsce pospolity.
Wykazany został z Albanii, Austrii, Balearów, Białorusi, Belgii, Bośni i Hercegowiny, Bułgarii, Chorwacji, Czech, Danii, Estonii, europejskiej Turcji, Finlandii, Francji, Grecji, Hiszpanii, Irlandii, byłej Jugosławii, Korsyki, Liechtensteinu, Litwy, Łotwy, Malty, Mołdawii, Niemiec, Norwegii, Polski, Portugalii, Rosji, w tym obwodu królewieckiego, Rumunii, Słowacji, Słowenii, Sycylii, Szwecji, Szwajcarii, Ukrainy, Węgier, Wielkiej Brytanii, Włoch i Wysp Egejskich Północnych, a poza Europą z Afryki Północnej, Kaukazu, Syberii i północnej Mongolii.

## Biologia
Imago występuje w lasach sosnowych od maja do sierpnia. Szczególnie intensywne loty godowe obserwuje się od czerwca do lipca, przy ciepłej, słonecznej i bezwietrznej pogodzie w godzinach popołudniowych. Zapłodnione samice składają jaja pojedynczo w spękaniach kory sosny zwyczajnej. Po 3-4 dniach wylęgają się larwy. Drążą one chodniki pod korą. Chodniki o długości od 15 do 30 cm mają barwę czerwoną i charakteryzują się poprzecznym przebiegiem oraz obecnością chmurkowatych skupień trocin. Po trzech miesiącach żerowania larwa buduje umieszczoną w korze kolebkę poczwarkową, w której zimuje. Przy niesprzyjających warunkach pogodowych prawdopodobnie może zimować larwa przed wykonaniem kolebki. Przepoczwarczenie następuje w kolejnym roku, najczęściej w maju. Po 2-3 tygodniach wylęga się osobnik dorosły, który pewien czas spędza pod korą, a następnie odbywa żer uzupełniający w koronach drzew na młodych igłach sosny pospolitej. Imago żyje średnio 26 dni (maksymalnie 36). W całym areale występowania gatunku cykl rozwojowy trwa jeden rok, choć przypuszcza się, że przy niekorzystnych warunkach może przedłużać się do dwóch lat.
Do czynników ograniczających populacje przypłaszczka można zaliczyć konkurencję z niektórymi gatunkami chrząszczy o podobnych wymaganiach rozwojowych, drapieżnictwo ze strony ptaków owadożernych (szczególnie dzięciołów) oraz okresowo niekorzystne warunki pogodowe. Istotne znaczenie ma duża produkcja żywicy przez niektóre drzewa zaatakowane, utrudniająca rozwój larw oraz prawdopodobnie wydzielanie substancji odstraszających samice. Niewielki wpływ w warunkach klimatycznych Polski ma drapieżnictwo i pasożytnictwo ze strony błonkówek.

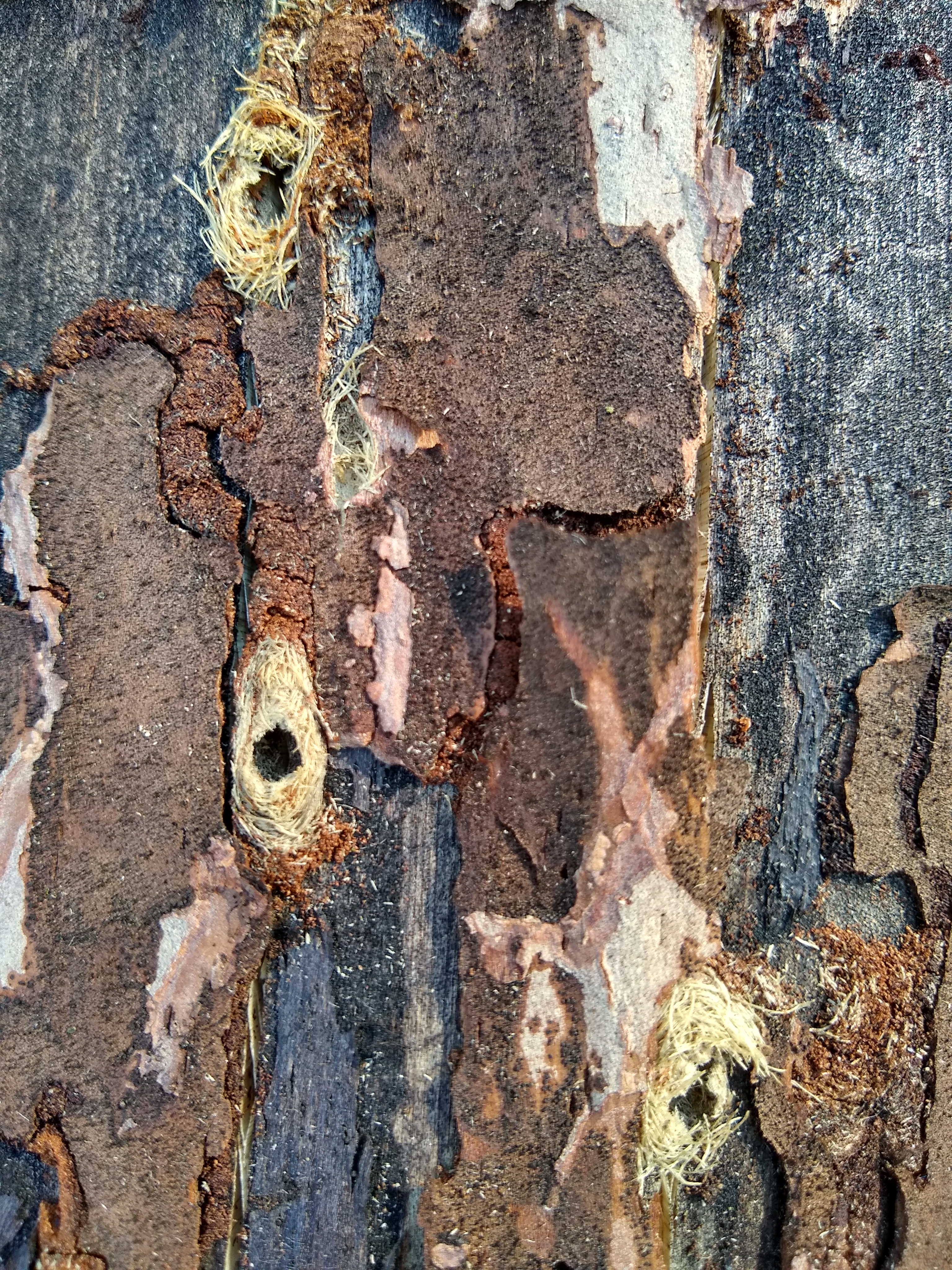
Drewno sosnowe z charakterystycznymi ujściami tuneli larw przypłaszczka granatka.

## Znaczenie gospodarcze
Przypłaszczka granatka uznaje się za jednego z najgroźniejszych w Polsce wtórnych szkodników drzewostanów sosnowych. Objawy jego żerowania: przerzedzenie korony, odpadanie kory i przebarwienia, widoczne są dopiero w ostatniej fazie zasiedlenia drzewa. Ze względu na sposób żerowania larwy w obrębie kory, łyka i miazgi kwalifikuje się on do grupy szkodników fizjologicznych. Atakowane są przede wszystkim drzewa o kondycji osłabionej przez czynniki biologiczne (występowanie szkodników foliofagicznych, żywicowanie, choroby grzybowe) lub abiotyczne (zanieczyszczenia powietrza, pożary, wahania poziomu wód gruntowych). Preferuje drzewa rosnące w miejscach o dobrych warunkach termicznych. Dorosłe chrząszcze posiadają na brzusznej stronie odwłoka organy prawdopodobnie umożliwiające im w czasie lotu odbiór promieniowania podczerwonego i lokalizowanie pożarów lasu z dużej odległości. Drzewa powierzchownie uszkodzone przez ogień zasiedlane są bardzo intensywnie. Ochrona drzewostanów przed przypłaszczkiem granatkiem może polegać na typowaniu i całkowitym usuwaniu z lasu drzew zasiedlonych lub na stosowaniu pułapek. Szczególnie efektywne są pułapki lepowe z dodatkowym środkiem wabiącym zakładane na żywych, stojących drzewach.